# La Reine de la nuit (film)
Pour les articles homonymes, voir La Reine de la nuit.
Pour plus de détails, voir Fiche technique et Distribution.
La Reine de la nuit (La Reina de la noche) est un film mexicaino-franco-américain sorti en 1994, réalisé par Arturo Ripstein. Selon le générique c'est « Une biographie imaginaire de la vie sentimentale de Lucha Reyes ».

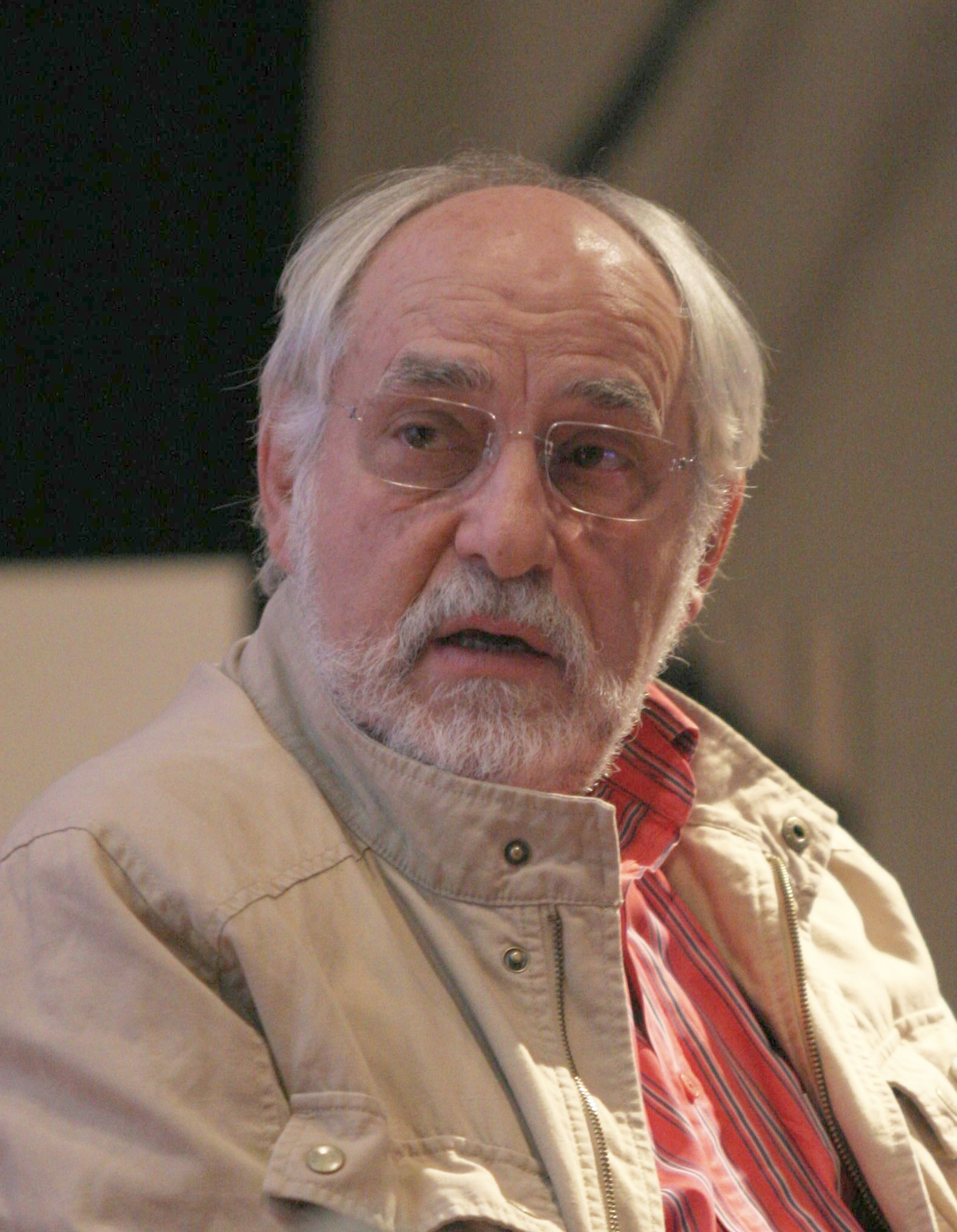
Arturo Ripstein

## Synopsis
En 1939, Lucha Reyes, chanteuse en vogue revenue d'Allemagne où elle avait eu des problèmes de voix, se produit dans un cabaret de Mexico. Là elle fréquente son ami Oñate un peintre politiquement de gauche, un allemand, Klaus Eder militant aussi à gauche qui a fui le fascisme hitlérien et surtout son amie, sa confidente et même davantage, Jaïra, qui vit de ses charmes. Elle retrouve aussi sa mère, Doña Victoria, très possessive, auprès de qui elle ne trouve guère d'affection ce dont elle a précisément bien besoin au point d'en être parfois extravagante.
Elle y rencontre Pedro Calderon, le patron de l'Arbeu, un autre cabaret. C'est le coup de foudre d'autant plus que ce bel homme est un «chaud lapin» dans la force de l'âge. Avec le mariage, c'est aussi le début des orages car celui-ci ne supporte pas les fantaisies libertines de sa nouvelle conquête, ses initiatives saugrenues comme celle d'acheter l'enfant d'une mendiante avec pour prétexte qu'elle est stérile; elle lui donne le prénom de Luzma. De son côté, Lucha, comme sa mère, est très possessive et ne supporte pas les infidélités de Pedro, son «mari» qui tente néanmoins de la produire dans son établissement. C'est assez rapidement un échec et on la voit dans une pulqueria où, au lieu d'être sur une scène accompagnée par un orchestre, elle chante, pour l'ambiance, assise sur une chaise. Elle n'y reste pas longtemps, car n'ayant que faire des usages comme elle l'avait déjà montré en n'obéissant pas aux injonctions menaçantes de Gato Linarès, un leader syndical, lorsqu'elle chantait au cabaret, elle invite une dame à boire du pulque à l'intérieur du bar ce qui est contraire au règlement. Renvoyée, ayant perdu son époux, elle apprend et ne comprend pas que sa meilleure amie et Pedro ont eu une relation, elle qui souffre tant d'en manquer. Klaus étant parti aux États-Unis pour échapper à la justice qui le poursuit pour activités subversives, Jaïra voulant l' accompagner, elle se retrouve sans amis, sans confident ou confidente. Privée de domicile personnel elle doit retourner chez sa mère qui la dévalorise. Malgré une tentative de Jaira, le manque d'affection, l'alcool, la déprime, l'inactivité l'achèvent et il ne lui reste plus qu'à se mettre à mort, en 1944.

## Fiche technique
- Titre original : La Reina de la noche
- Titre français : La Reine de la nuit
- Réalisation : Arturo Ripstein et Rene Villareal et Sergio Muňoz assistants
- Scénario : Paz Alicia Garciadiego
- Direction artistique : José Luis Aguilar et Tomas Owen assistant
- Décors : José Luis Aguilar, Angeles Martinez et Eduardo Corona
- Costumes : Graciela Mazón pour la création, Judith Salas et Jaime Ortz habilleuses, Lola Picó pour le maquillage et Esperanza Gómez pour les coiffures
- Photographie : Bruno de Keyzer, Frederico Garcia et J. Perez Grobet cadreur
- Son : Carlos Aguilar pour la prise de son, Luis Gil pour l'enregistrement des chansons et de la musique, Rene Ruiz Carón pour le mixage, Gabriel Romo et Jorge Romo pour la conception sonore et Gabriel Romo pour le réenregistrement digital
- Montage : Rafael Castanedo
- Musique : Lucia Álvarez pour la partition, Paz Alicia Garciadiego pour les paroles des chansons interprétées par Betsy Pecanins et Carlos Aguilar
- Production :Jean Michel Lacor et Gregory Maya, Lili Gonzáles et Mario Alberto Reboreda chefs de production, Jeremiah Chechik et Roberto Cecchini producteurs exécutifs aux États-Unis, Agnes Lacor producteur exécutif en France.
- Sociétés de production : Coproduction Ultra Films avec l'institut mexicain du cinéma, Artists Entertainment, El Tenampa Films Works, les films du Nopal, le fonds de soutien à la cité cinématographique de l'université de Guadalajara (Mexique), de la fondation du nouveau cinéma latino américain, les productions Amaranta et en ce qui concerne la France, la participation du Ministère de la Culture (CNC) et du Ministère des affaires étrangères.
- Pays d'origine :  Mexique,  France,  États-Unis
- Langue originale : espagnol
- Format : Couleur - 35 mm - Stéréo|Dolby SR
- Genre : drame
- Durée : 117 minutes
- Dates de sortie :
  -  France : 7 septembre 1994
  -  Mexique : 14 juillet 1995

## Distribution
- Arturo Alegro : Oñate
- Marta Aura : Balmori
- Charlie Braun : l'Autrichien
- Juan Carlos Colombo : Araujo
- Alex Cox : Klaus Eder
- Alberto Estrella : Pedro Calderón
- Ana Gardos : Anita Fogarti (celle qui refuse le collier)
- Joaquin Garrido : l'hôtelier
- Guillermo Gil : Gato Linares
- Blanca Guerra : La Jaira
- Luisa Huertas : la mendiante
- Ximena Mariel : Luzma jeune
- Alejandra Montoya : Luzma adolescente
- Ana Ofelia Murguia : Doña Victoria
- Tomás Owen : l'Anglais
- Adalberto Parra : le policier
- Paco Sañudo : le fornicateur
- Roberto Sosa (acteur) : Gimeno
- Patricia Reyes Spindola : Lucha Reyes, Luchita

Remarque : Sur le générique de fin du film, la distribution fournit le nom des 41 actrices ou acteurs avec leurs rôles. Sur la page IMDB on trouve deux noms qui n'y figurent pas : Maria Marcucci et Maya Mishalska. De même sur la page FilmAffinity Alfonso Echanove et Mayra Sérbulo ne sont pas indiqués.

Les renseignements pour la fiche technique et la distribution ont été recopiés à partir du générique.

## Distinctions

### Récompenses
- 1994 : Festival de La Havane
  - meilleur second rôle, Blanca Guerra
- 1994 : Festival du film de Gramado
  - mention spéciale pour la direction artistique, José Luis Aguilar
- 1996 : Premio Ariel, ariel d'argent
  - meilleure actrice, Patricia Reyes Spindola
  - meilleure actrice dans un second rôle, Ana Ofelia Murguia
  - meilleurs décorateurs, Angeles Martinez et Eduardo Corona
  - meilleurs costumes, Graciela Mazón
  - meilleure musique, Lucia Álvarez
  - meilleures paroles de chanson, Paz Alicia Garciadiego,
  - meilleure direction artistique, José Luis Aguilar

### Nominations
- 1994 : Festival de Cannes
  - Palme d'Or : Arturo Ripstein
- 1994 : Festival du film de Gramado
  - Kikito d'or pour le meilleur film latin : Arturo Ripstein
- 1996 : Premio Ariel, ariel d'or
  - les Films du Nopal
  - meilleur acteur dans un second rôle, Arturo Alegro
  - meilleure histoire originale écrite pour l'écran, Paz Alicia Garciadiego
- 1996 : Premio Ariel, ariel d'argent
  - meilleur scénario, Paz Alicia Garciadiego
  - meilleur montage, Rafael Castanedo
  - meilleure partition originale pour musique de fond, Lucia Álvarez

## Critiques
- «...un film d'une désespérance et d'une beauté absolues. Plans-séquences qui emprisonnent les personnages, décors baroques, surchargés, étouffants éclairages tamisés et sombres...La réalisation ne laisse aucune échappée. Un film envoûtant et suicidaire, magnifique et nihiliste, d'une noirceur extrême» [2]
- «...l'enfermement névrotique - familial de préférence. Mère monstrueuse. Piste ronde du cabaret, telle une matrice. La mise en scène fluide cerne l'héroïne...Mais on est envoûté par cette souffrance narcissique, l'esthétisme crépusculaire et les chansons déchirantes de Betsy Pencanins» [3]
- «La vie paroxystique de la chanteuse...traitée sous la forme d'un flamboyant mélodrame» [4].